# Duró Lajos
Duró Lajos (Püspökladány, 1928. november 8. – 2015. július 23.) magyar pedagógus, pszichológus, egyetemi docens.
Kutatási területe: fejlődéslélektan, pedagógiai pszichológia és pedagógiai szociálpszichológia.

## Életpályája
Felsőfokú tanulmányokat a debreceni és az egri pedagógiai főiskolán folytatott, magyar–történelem szakos főiskolai diplomát kapott 1951-ben, Egerben. Pedagógiát és pszichológiát Kiss Tihamér Lászlótól tanult, mindvégig a legtehetségesebb tanítványának tartotta Duró Lajost, s vele a kapcsolatot haláláig (2005) ápolta. A leningrádi Herzen Pedagógiai Főiskolán volt aspirantúrán 1953–1957 között. A pedagógiatudomány kandidátusa tudományos fokozatot érte el, melyet itthon 1958-ban honosítottak. 1958-tól oktatott a szegedi egyetemen Tettamanti Béla, majd Ágoston György vezetése alatt. 1960-ban egyetemi doktori címet és egyetemi docensi kinevezést nyert a Szegedi Tudományegyetem Neveléstudományi és Lélektani Intézetébe, időközben pedagógiai kandidátusi fokozatát pszichológiai kandidátusi fokozattá minősítették át. A kor sajátos viszonyai közt a szovjet övezetben a pszichológia a „pedológia” miatt háttérbe szorult.
Rövidebb tanulmányutakat tett a Szovjetunióba, NDK-ba, Jugoszláviába, Lengyelországba.
1970-ben a pszichológiai tudományok oktatására, kutatására önálló Pszichológiai Tanszéket hoztak létre, 1970-től 1990-ig Duró Lajos volt e tanszék tanszékvezető docense húsz éven keresztül, huzamos időn át munkatársa volt Veczkó József egyetemi docens, Gergely Jenő egyetemi adjunktus, Zakar András egyetemi docens. A tanszékvezetés után még két évig tanított a tanszéken egyetemi docensként. 1993. január 1-jétől nyugdíjazták, még eztán is bejárt a tanszékre. A kutatói munkát nyugdíjas korában sem hagyta abba, 2005-ben kötete jelent meg.
A Magyar Pszichológiai Társaságnak 1962-től haláláig aktív tagja volt, különböző tisztségeket is betöltött a társaságban, munkásságát elismerték és megbecsülték.

## Művei (válogatás)

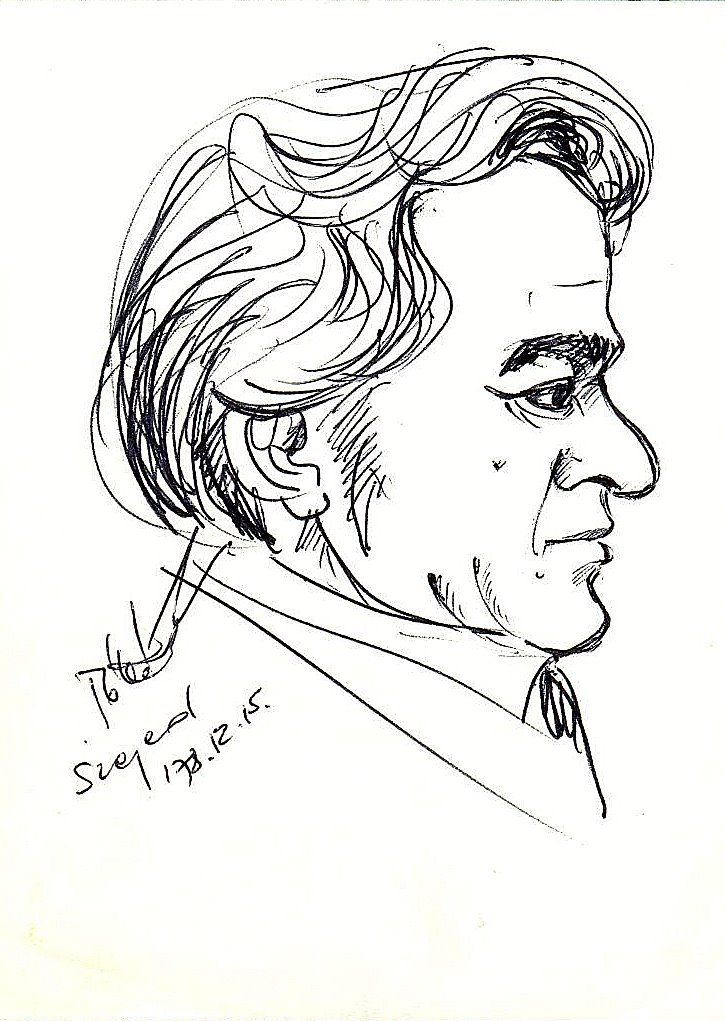
Grafika Duró Lajosról 1978-ból, egyik diákjától

- A középiskolai kollégiumi nevelőtanár-képzés néhány kérdése. Szeged, Szegedi Nyomda, 1962. pp. 27–37. Klny.: Acta Universitatis Szegediensis sectio Paedagogica et Psychologica 6.
- A tanárjelöltek pszichológiai gyakorlatának nevelőhatása. (1963) In Acta Universitatis Szegediensis sectio paedagogica et psychologica 7.
- Fejlődés és neveléslélektan. Szerzőtársakkal.[3] [Kiad. a] Tudományegyetemek. Bölcsészettudományi Karok. Budapest : Tankönyvkiadó, 1965.  p. 244
- A szociometriai módszerek pedagógiai-pszichológiai alkalmazásának metodológiai problémáiról. Szeged : Szegedi Nyomda. 1966. pp. 21–40. Klny.: Acta Universitatis Szegediensis sectio paedagogica et psychologica ; 10.
- József Attila Tudományegyetem Bölcsészettudományi Karának komplex nevelési  programja. (Szerk. biz. elnök Duró Lajos). Szeged, 1974. p. 38 (József Attila Tudományegyetem Bölcsészettudományi Kar [Kiadványai])[4]
- A Pedagógia Tanszék elvégzett és folyamatban lévő tudományos tevékenységéről; szerk. Ágoston György, Duró Lajos; Egyetem, Pedagógiai Tanszék, Szeged, 1978 (Acta Universitatis Szegediensis de Attila József nominatae Sectio Paedagogica et psychologica)
- A személyközi viszonyok fejlődése a gimnázium első osztályában; szerk. Duró Lajos, Gergely Jenő, Veczkó József, Zakar András; JATE, Szeged, 1979 (Acta Universitatis Szegediensis de Attila József Nominatae. Sectio paedagogica et psychologica. Series specifica paedagogica)
- Az értékorientáció pedagógiai pszichológiai vizsgálata. Szeged : [József Attila Tudományegyetem], 1982. p. 270 : ill.(Acta Universitatis Szegediensis de Attila József Nominatae. Sectio Paedagogica et Psychologica, 0324-7260; 24.) Bibliogr.: pp. 240–259. Orosz és német nyelvű összefoglalóval.
- Die Rolle der Psychologie in der Modernisierung des Hochschulwesens. In Entwicklung von Selbständigkeit und Eigenverantwortung der Studenten in derwissenschaftlichen Arbeit. Greifswald, 1988.
- Várkonyi Hildebrand Dezső fejlődéslélektani munkássága. (1988) In Várkonyi Hildebrand Dezső emlékkötet /szerk. Zakar András. (Acta Universitatis Szegediensis de Attila József Nominatae. Sectio Paedagogica et Psychologica, 0324-7260; 30.)
- A differenciált személyiségfejlesztés mint felsőoktatási neveléspszichológiai probléma. (1989) In Acta Universitatis Szegediensis de Attila József Nominatae. Sectio Paedagogica et Psychologica, 0324-7260; 31.)
- A pedagógiai gyakorlat pszichológiája : nevelés és értékkutatás. Szerzőtársakkal.[5] Budapest, BBS - INFO Kiadó, 2005. p. 196 : ill. ISBN 963-9425-01-X

### Memoár
- Duró Lajos tanár úr visszaemlékezése. (A visszaemlékezés a 2009. június 30-án Szokolszky Ágnessel folytatott beszélgetés alapján készült). In: A lélektan 80 éves története a szegedi egyetemen, 1929–2009, i. m. 172–183.

## Publikációi a Magyar Pszichológiai Szemlében
- A gyakorlati foglalkozások szerepe a tanár-szakos egyetemi hallgatók pszichológiai oktatásában. 1963. (20. köt.) 3. sz. 460–468. o.
- Időszerű neveléslélektani vizsgálatok a Szovjetunióban. 1964. (21. köt.) 2. sz. 281–287.
- A pszichológia története és a mai nyugati pszichológia. 1964. (21. köt.) 3. sz. 430–432.
- A személyiség fejlődésének szociális tényezői. 1967. (24. köt.) 3. sz. 397–403.
- Személyiség-megfigyelési feladatok a gyakorlóéves tanárjelöltek iskolai munkájában. 1967. (24. köt.) 1. sz. 70–80.
- A személyiség-megismerés hivatástudat-alakító hatásának vizsgálata. 1967. (24. köt.) 4. sz. 513–526.
- A személyiség pszichológiájának tanulmányozása. 1967. (24. köt.) 4. sz. 584–587. o.
- A személyiség pszichológiájának kérdései. 1969. (26. köt.) 2. sz. 261–266.
- A személyiség erkölcsi tulajdonságainak és interperszonális kapcsolatainak néhány összefüggése. 1972. (29. köt.) 2. sz. 211–217. o.
- A személyiség és tanulmányozásának módszerei. 1972. (29. köt.) 2. sz. 259–264.
- Az ismeretek alkalmazásának pszichológiai problémái. Nagy László Miklóssal. 2006. (61. köt.) 4. sz. 642–643.

## Szerkesztések

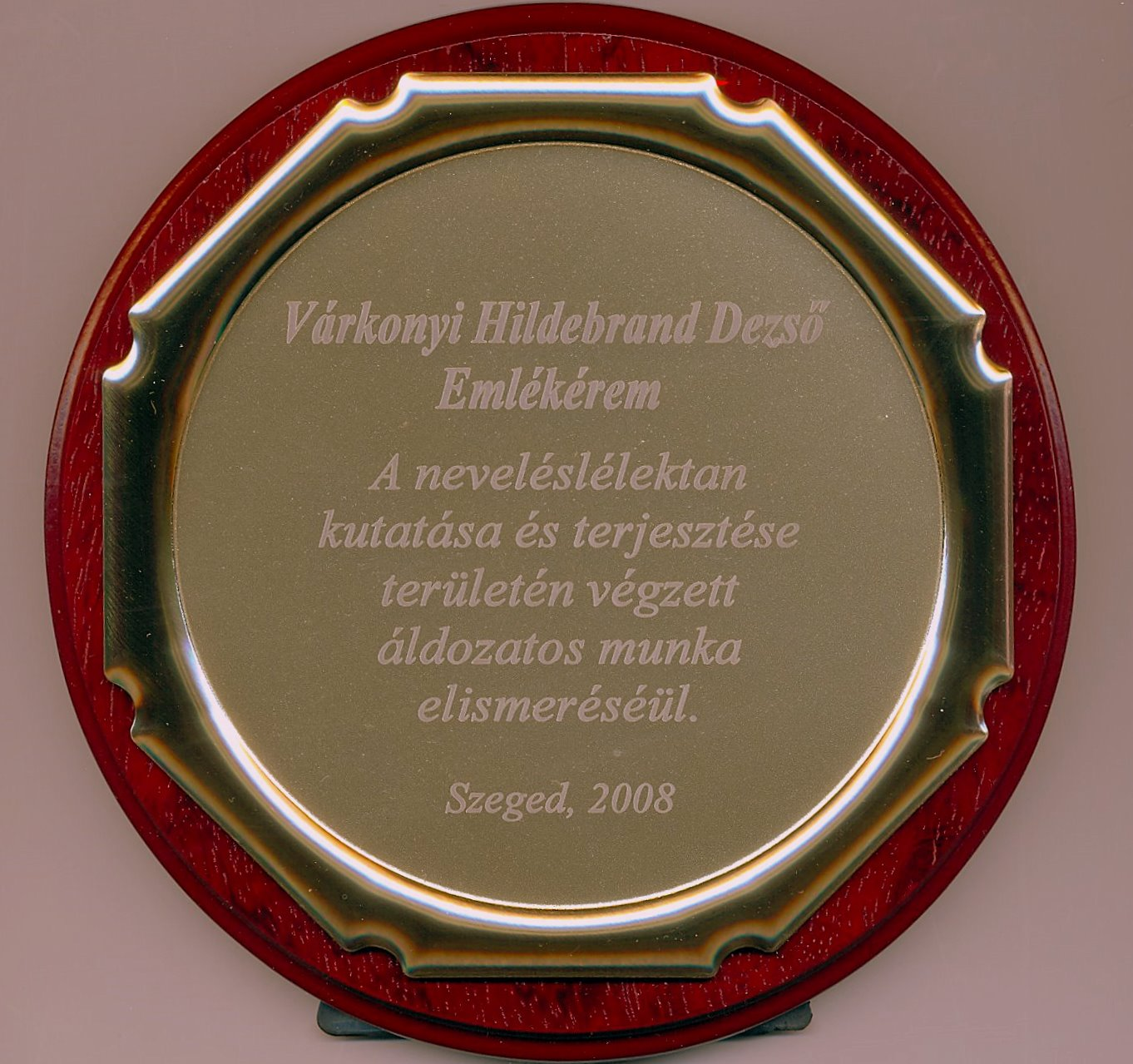
Emlékérem Duró Lajosnak (2008)

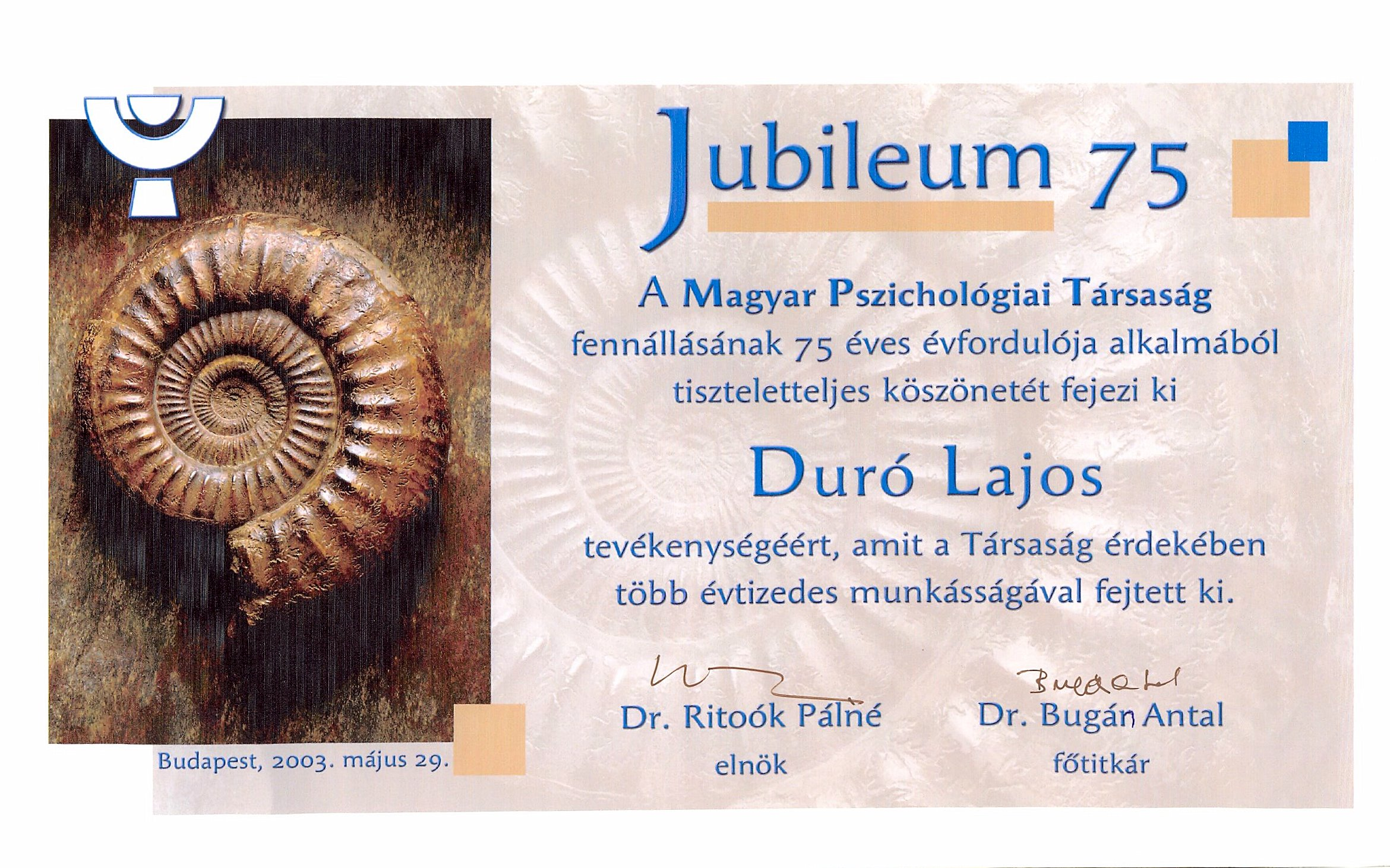
Emléklap (2003)

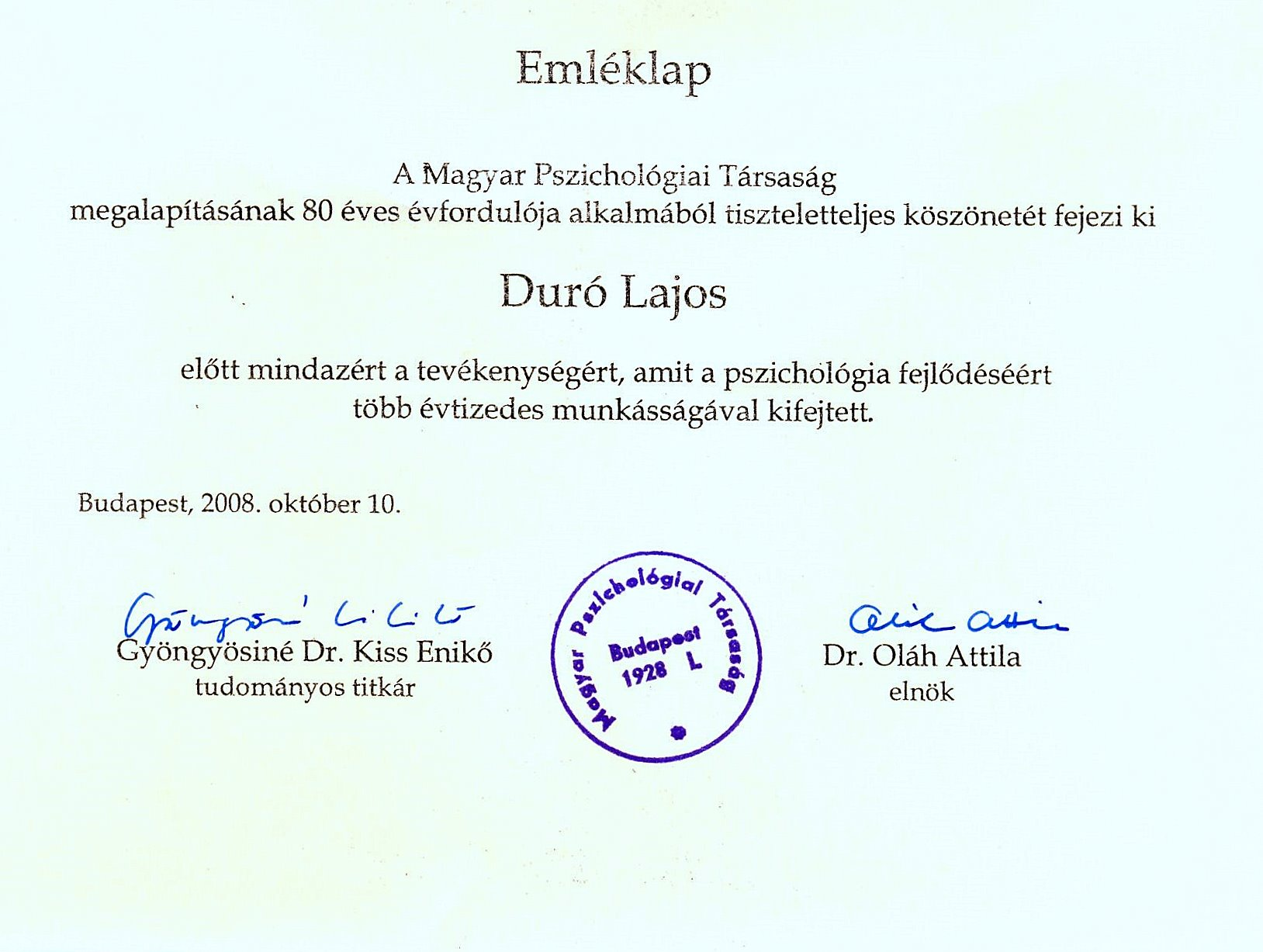
Emléklap (2008)

- Magyar Pszichológiai Szemle szerkesztőbizottsági tag (1963–1967).
- Acta Universitatis Szegediensis de Attila József Nominatae. Sectio paedagogica et psychologica. c. periodikus kiadvány szerkesztése (1977–1989).

## Tudományos tisztségek
- MTA Pszichológiai Bizottság (1962–1976)
- MTA TMB[6] Pszichológiai Szakbizottság titkára (1963–1976), tag (1980–1983)
- Szegedi Akadémiai Bizottság (1964–1967)
- Neveléstudományi Pszichológiai Szakbizottság (1968–)

## Társasági tagság
- Magyar Pszichológiai Társaság (1962–)
- Baráti Kör (Eötvös kollégistáké) tagja (1994–)

## Díjak
- Munka Érdemrend ezüst fokozat (1967, 1977)
- Pedagógus szolgálati emlékérem[7] (1992)
- Várkonyi Hildebrand Dezső-emlékérem (2008)